# 醫學檢驗官

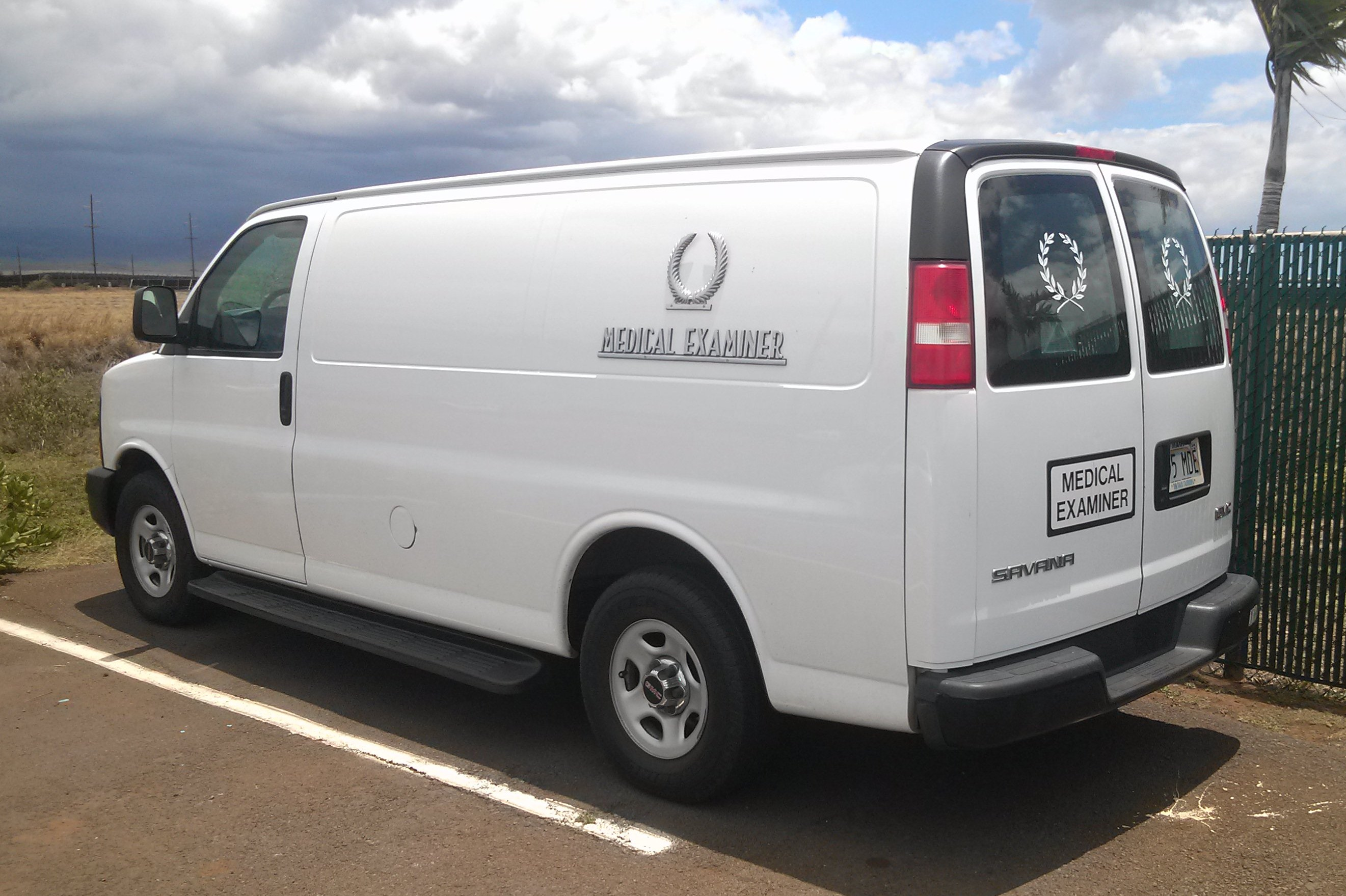
夏威夷醫學檢驗官客貨車

醫學檢驗官（英語：medical examiner）是特指美國某些司法管轄區的委任驗屍官，負責調查異乎尋常或可疑的死亡，進行死因檢驗，展開死因研訊。醫學檢驗官須為受過病理學訓練的人士。
跟死因裁判官不同，醫學檢驗官通常有醫學資格，死因裁判官則不須為醫生，律師及非專業人士亦可擔任。

## 延伸閱讀
- Judy Melinek; T. J. Mitchell. . New York: Scribner. 2015. ISBN 978-1-4767-2726-4.
- Valdes, Robert. . HowStuffWorks.   [21 June 2018]. （原始内容存档于2019-05-13）.
- . Centers for Disease Control.   [21 June 2018]. （原始内容存档于2024-03-30）. See also the links at the bottom of the linked article.